# يوجين قسطنطتينوفيتش فايتوفيتش
يوجين قسطنطتينوفيتش فايتوفيتش (29 يناير 1937 - 1 يونيو 2021) سياسي ودبلوماسي من بيلاروسيا. كان مدير بيلاروسيا فيلم (1975-1983) ورئيس القسم الرئيسي للسينما وتوزيع الأفلام في سينما الدولة في اتحاد الجمهوريات الاشتراكية السوفياتية (1983-1988). كان وزير الثقافة في جمهورية بيلوروسيا الاشتراكية السوفياتية (1990-1993).
توفي قسطنطتينوفيتش فايتوفيتش في 1 يونيو 2021 عن 84 عامًا.